# Llista de rellotges de sol del Berguedà
Llista de rellotges de sol instal·lats de forma permanent en espais públics de la comarca del Berguedà.
| Nom                                                | Descripció                                                                               | Localització                                                                 | Coordenades                                            | Fitxa | Imatge                                                                                   |
| -------------------------------------------------- | ---------------------------------------------------------------------------------------- | ---------------------------------------------------------------------------- | ------------------------------------------------------ | ----- | ---------------------------------------------------------------------------------------- |
| Casa Rural Terradellas                             | Inscripció: Ferrolan 1984-1994                                                           | Avià                                                                         | 42° 02′ 41″ N, 1° 51′ 15″ E / 42.044616°N,1.8542082°E  | fitxa | Carregueu una nova foto                                                                  |
| Cal Mas                                            |                                                                                          | Avià                                                                         | 42° 04′ 35″ N, 1° 49′ 28″ E / 42.076371°N,1.824386°E   |       | Cal Mas (Avià) · Carregueu una nova foto                                                 |
| Carrer de la Vinya                                 |                                                                                          | Bagà C. de la Vinya                                                          | 42° 15′ 13″ N, 1° 51′ 29″ E / 42.253528°N,1.857961°E   | fitxa | Carregueu una nova foto                                                                  |
| Refugi Rebost, Parc Natural Cadí Moixerò           | Pissarra. Inscripció: UEC Bagà MMIX                                                      | Bagà                                                                         | 42° 17′ 14″ N, 1° 53′ 06″ E / 42.287218°N,1.88511°E    | fitxa | Carregueu una nova foto                                                                  |
| Santuari de Paller                                 | Ferro                                                                                    | Bagà                                                                         | 42° 16′ 00″ N, 1° 52′ 33″ E / 42.266758°N,1.875942°E   | fitxa | Santuari de Paller (Bagà) · Vegeu més fotos · Carregueu una nova foto                    |
| Carrer de la Vinya, 3                              | Meridiana                                                                                | Bagà C. de la Vinya, 3                                                       | 42° 15′ 13″ N, 1° 51′ 29″ E / 42.253569°N,1.857935°E   | fitxa | Carregueu una nova foto                                                                  |
| Casal de la Vila                                   | Inscripció: Ja hi pots pujar de peus, ara a Bagà, és l'hora que veus                     | Bagà Pl. del Raval,5                                                         | 42° 15′ 12″ N, 1° 51′ 44″ E / 42.253264°N,1.862165°E   | fitxa | Casal de la Vila (Bagà) · Carregueu una nova foto                                        |
| Molí del Cassó                                     | Paella d'acer                                                                            | Bagà Terradellas                                                             | 42° 14′ 23″ N, 1° 52′ 20″ E / 42.239731°N,1.872355°E   | fitxa | Carregueu una nova foto                                                                  |
| Carrer de la Mare de Déu delsÀngels, 3             | Inscripció: 1857                                                                         | Berga C. Ciutat, 5                                                           | 42° 06′ 15″ N, 1° 50′ 44″ E / 42.104247°N,1.845451°E   | fitxa | Carrer de la Mare de Déu delsÀngels, 3 (Berga) · Carregueu una nova foto                 |
| Edifici de la Mútua General                        |                                                                                          | Berga Plaça de la Creu, part darrere orientat al pg. de la Pau               | 42° 06′ 03″ N, 1° 50′ 38″ E / 42.100944°N,1.843763°E   | fitxa | Carregueu una nova foto                                                                  |
| Plaça del Castell de Sant Ferran, 6                |                                                                                          | Berga Pl. del Castell de Sant Ferran, 6                                      |                                                        | fitxa | Carregueu una nova foto                                                                  |
| Carrer Nicolau de Berga cantonada carrer Gironella | Inscripció: Festes del Segar i el Batre - Avià - 2000                                    | Berga C. Nicolau de Berga - c. Gironella                                     | 42° 05′ 51″ N, 1° 50′ 56″ E / 42.097385°N,1.848944°E   | fitxa | Carregueu una nova foto                                                                  |
| Carrer Torre de les Hores, 22                      | Inscripció: Torre de les hores                                                           | Berga C. Torre de les Hores, 22                                              | 42° 06′ 14″ N, 1° 50′ 40″ E / 42.104023°N,1.844332°E   | fitxa | Carrer Torre de les Hores, 22 (Berga) · Carregueu una nova foto                          |
| Carrer Cardona, 5                                  | Inscripció: Jo sense sol i tu sense fe no som res                                        | Berga C. Cardona, 5                                                          | 42° 06′ 13″ N, 1° 50′ 41″ E / 42.103689°N,1.844832°E   | fitxa | Carregueu una nova foto                                                                  |
| Carrer Nicolau de Berga 13-15                      |                                                                                          | Berga C. Nicolau de Berga 13-15 - c. Gironella                               | 42° 05′ 51″ N, 1° 50′ 55″ E / 42.097436°N,1.848599°E   | fitxa | Carregueu una nova foto                                                                  |
| Passeig de les Estasellas, 28                      | Horitzontal                                                                              | Berga Pg. de les Estasellas, 28, en l'ampit d'una terrassa                   | 42° 06′ 02″ N, 1° 50′ 27″ E / 42.100465°N,1.840734°E   | fitxa | Carregueu una nova foto                                                                  |
| Carrer Manresa, 65                                 |                                                                                          | Borredà C. Manresa, 65                                                       | 42° 08′ 11″ N, 1° 59′ 38″ E / 42.136389°N,1.993888°E   | fitxa | Carrer Manresa, 65 (Borredà) · Carregueu una nova foto                                   |
| Casa Parroquial                                    | Inscripció: Pels camins del cel el sol va fent via, mira quina hora és i aprofita el dia | Borredà                                                                      |                                                        | fitxa | Carregueu una nova foto                                                                  |
| Casal Teresa                                       |                                                                                          | Borredà Ctra. 4654, km 29                                                    |                                                        | fitxa | Carregueu una nova foto                                                                  |
| Església de Santa Maria o Mare de Déu de la Popa   | Inscripció: Recorda't de viure                                                           | Borredà Paret sud de l'església, davant del c. Manresa, 11                   | 42° 08′ 08″ N, 1° 59′ 39″ E / 42.135556°N,1.994167°E   | fitxa | Església de Santa Maria (Borredà) · Carregueu una nova foto                              |
| Mas Campalans                                      |                                                                                          | Borredà Ctra. de Sant Jaume de Frontanyà                                     | 42° 08′ 49″ N, 2° 00′ 01″ E / 42.14682°N,2.000252°E    | fitxa | Carregueu una nova foto                                                                  |
| Carrer Escodines, 6                                |                                                                                          | Casserres C. Escodines, 6                                                    | 42° 00′ 51″ N, 1° 50′ 30″ E / 42.014080°N,1.841589°E   | fitxa | Carregueu una nova foto                                                                  |
| Plaça de la Creu, 11                               |                                                                                          | Casserres Pl. de la Creu, 11                                                 |                                                        | fitxa | Carregueu una nova foto                                                                  |
| Plaça de la Creu, 2                                |                                                                                          | Casserres Pl. de la Creu, 2                                                  | 42° 00′ 51″ N, 1° 50′ 31″ E / 42.014238°N,1.842063°E   | fitxa | Carregueu una nova foto                                                                  |
| Plaça Santa Maria, 5                               |                                                                                          | Casserres Pl. Santa Maria, 5                                                 | 42° 00′ 50″ N, 1° 50′ 30″ E / 42.013900°N,1.841706°E   | fitxa | Carregueu una nova foto                                                                  |
| Església de Sant Vicenç                            |                                                                                          | Castell de l'Areny                                                           | 42° 10′ 23″ N, 1° 56′ 42″ E / 42.173166°N,1.945101°E   | fitxa | Carregueu una nova foto                                                                  |
| Can Pere el Magranya                               |                                                                                          | Castellar de n'Hug                                                           |                                                        | fitxa | Carregueu una nova foto                                                                  |
| Església de Santa Maria de Castellar de n'Hug      | Inscripció: Sense sol no soc res com tu sense fe                                         | Castellar de n'Hug Pl. de l'Església                                         |                                                        | fitxa | Església de Santa Maria (Castellar de n'Hug) · Vegeu més fotos · Carregueu una nova foto |
| Masia de l'Estany                                  |                                                                                          | Cercs                                                                        | 42° 08′ 00″ N, 1° 48′ 33″ E / 42.133196°N,1.809263°E   | fitxa | Carregueu una nova foto                                                                  |
| Casa Puig Sala                                     |                                                                                          | Gironella Av. de Catalunya, 115                                              | 42° 02′ 11″ N, 1° 52′ 48″ E / 42.0363548°N,1.8800683°E | fitxa | Carregueu una nova foto                                                                  |
| Església de Sant Miquel de Turbians                |                                                                                          | Gisclareny Turbians                                                          | 42° 14′ 59″ N, 1° 47′ 11″ E / 42.249657°N,1.786449°E   | fitxa | Carregueu una nova foto                                                                  |
| Masia Ferreres, turisme rural                      |                                                                                          | Olvan Camí de Ferreres                                                       | 42° 03′ 26″ N, 1° 52′ 52″ E / 42.057098°N,1.881074°E   | fitxa | Carregueu una nova foto                                                                  |
| Santuari de Falgars                                | Inscripció: El sol per mi és com l'amor per tu                                           | La Pobla de Lillet Ctra. al Xalet Gaudí, trencall àrea recreativa de Falgars | 42° 13′ 39″ N, 1° 56′ 43″ E / 42.227393°N,1.945336°E   | fitxa | Santuari de Falgars (la Pobla de Lillet) · Carregueu una nova foto                       |
| Casa Vilanova, turisme rural                       |                                                                                          | Sagàs                                                                        | 41° 59′ 52″ N, 1° 54′ 25″ E / 41.997845°N,1.906876°E   | fitxa | Carregueu una nova foto                                                                  |
| Palau                                              |                                                                                          | Sagàs                                                                        |                                                        | fitxa | Carregueu una nova foto                                                                  |
| Cal Sastre                                         |                                                                                          | Sant Julià de Cerdanyola                                                     | 42° 13′ 24″ N, 1° 53′ 31″ E / 42.223383°N,1.891883°E   | fitxa | Carregueu una nova foto                                                                  |
| Cal Font                                           |                                                                                          | Santa Maria de Merlès                                                        |                                                        | fitxa | Carregueu una nova foto                                                                  |
| Rocamentidera                                      |                                                                                          | Santa Maria de Merlès                                                        |                                                        | fitxa | Carregueu una nova foto                                                                  |
| Església de Santa Maria                            | Inscripció: Jo sense sol i tu sense fe els dos no valem res                              | Santa Maria de Merlès Pl. Santa Maria                                        | 42° 00′ 05″ N, 1° 58′ 40″ E / 42.001289°N,1.977913°E   | fitxa | Església de Santa Maria (Santa Maria de Merlès) · Carregueu una nova foto                |
| Església de Sant Miquel Nou                        |                                                                                          | Santa Maria de Merlès Sant Miquel de Terradelles                             |                                                        | fitxa | Carregueu una nova foto                                                                  |
| Casa Consistorial                                  |                                                                                          | Vilada Desaparegut                                                           |                                                        | fitxa | Carregueu una nova foto                                                                  |
| Plaça dels Gronxadors                              | Equatorial en una estàtua de pedra sobre una font                                        | Vilada Pl. dels Gronxadors, tocant la carretera                              | 42° 08′ 12″ N, 1° 55′ 48″ E / 42.136789°N,1.93001°E    | fitxa | Carregueu una nova foto                                                                  |
| Església de Sant Joan de Montdarn                  |                                                                                          | Viver i Serrateix Montdarn                                                   | 41° 58′ 47″ N, 1° 46′ 53″ E / 41.979596°N,1.781375°E   | fitxa | Església de Sant Joan de Montdarn (Viver i Serrateix) · Carregueu una nova foto          |
| Monestir de Santa Maria de Serrateix               |                                                                                          | Viver i Serrateix Serrateix                                                  | 41° 56′ 47″ N, 1° 46′ 36″ E / 41.946275°N,1.776694°E   | fitxa | Carregueu una nova foto                                                                  |
| La Casanova d'Escardívol                           |                                                                                          | Viver i Serrateix Viver                                                      | 41° 57′ 39″ N, 1° 48′ 45″ E / 41.960951°N,1.812540°E   | fitxa | Carregueu una nova foto                                                                  |